# Валєєв Агзам Зіганшевич
Агзам Зіганшевич Валєєв (нар. 10 квітня 1919 — пом. 31 грудня 1986) — радянський військовий льотчик, Герой Радянського Союзу (1946).

## Біографія
Народився 10 квітня 1919 року в селі Каргали нині Чистопольського району Республіки Татарстан в сім'ї робітника. Татарин. Закінчив початкову школу і школу фабрично-заводського учнівства (ФЗУ). У 1937 році переїхав до Ташкента. Працював там слюсарем на заводі, одночасно навчався в аероклубі. 
Призваний в армію в грудні 1938 року. У 1940 році закінчив військове авіаційне училище льотчиків в місті Чкалов (нині Оренбург). 
Під час німецько-радянської війни в діючій армії з червня 1941 року. Бився на Північно-Західному фронті, у складі ППО Московського військового округу, на Західному, Брянському, знову Західному, 1-му і 2-му Українських фронтах.
З 24 червня 1941 лейтенант А.З.Валеев на посаді командира ланки у складі 199-го винищувального авіаційного полку 56-ї авіаційної дивізії, а потім 2-ї резервної авіагрупи далекобомбардувальної авіації діяв в інтересах Північно-Західного фронту. З вересня 1941 по січень 1942 в складі 120-го винищувального полку 6-го винищувального авіакорпусу Московської зони ППО брав участь в обороні Москви і контрнаступ під Москвою. Літав на винищувачах І-16 і І-153.
10 серпня 1941 з аеродрому Ярославль вилетів на перехоплення Ю-88. У повітряному бою від різкого пікірування у літака І-153, пілотованого Валєєвим, обірвалися елерони. Дотягнувши до свого аеродрому, на висоті вирівнювання літак ліг на спину і в такому положенні зробив приземлення та вдарився об землю. Валєєв отримав поранення в голову. 
У квітні 1942 року при штурмівці пункту в районі міста Бельов, де знаходилися війська противника, в результаті організованого штурмового нальоту п'ятіркою літаків групи Валєєва знищено до 170 солдатів і офіцерів противника. Під час розвідки у складі 5 літаків в районі Зубкова був виявлений склад з боєприпасами, скупчення автомашин і возів. По команді ведучого Валєєва мета була атакована 3 заходами, в результаті підпалений склад, знищено 15 автомашин і кілька возів. 8 липня 1942, штурмуючи скупчення військ противника Валєєв був атакований четвіркою Ме-109. При веденні повітряного бою його поранило у праву руку, обидві ноги, обпалило обличчя. На палаючому літаку дотягнув до лінії фронту і вистрибнув з парашутом.  
Після одужання повернувся в полк і воював до березня 1943 року в безпосередньому підпорядкуванні 1-ї повітряної армії.
Після розформування полку воював у складі 179-го окремого коректувального (з жовтня 1943 року – 179-го винищувального) авіаційного полку на посаді заступника командира, а з червня 1943 року – командира ескадрильї. 
На Західному фронті в складі 1-ї повітряної армії брав участь в Орловській наступальній операції (12 липня – 18 серпня 1943) – завершальній фазі битви на Курській дузі. 
На 1-му Українському фронті в складі 331-ї винищувальної авіаційної дивізії 2-ї, 8-ї, знову 2-ї повітряної армії брав участь у Проскурівсько-Чернівецької (4 березня - 17 квітня 1944) і Львівсько-Сандомирської стратегічної (13 липня – 29 серпня 1944 року) наступальних операціях. На 2-му Українському фронті в складі 5-ї повітряної армії брав участь у Дебреценської (6 – 28 жовтня 1944), Будапештської стратегічної (29 жовтня 1944 – 13 лютого 1945), Віденської стратегічної (16 березня – 15 квітня 1945), Братиславсько-Брновській (25 березня – 5 травня 1945) і Празькій стратегічній (6 – 12 травня 1945 року) наступальних операціях. 
До кінця війни здійснив 501 бойовий виліт на винищувачах І-16, І-153, Hawker Hurricane, Як-1, Як-7 і Як-9 на розвідку, супровід штурмовиків, штурмовку і бомбардування військ противника, прикриття своїх військ. У 25 повітряних боях збив 4 літаки противника особисто і 3 – в групі. Його ескадрилья збила 28 ворожих літаків і не допустила втрат серед штурмовиків які прикривала.
15 травня 1946 року Валєєву Агзаму Зіганшевічу присвоєно звання Героя Радянського Союзу з врученням ордена Леніна і медалі «Золота Зірка». 
Після війни продовжував службу у Військово-Повітряних Силах. У 1945 році закінчив вищу офіцерську льотно-тактичну школу, в 1952 році – Військово-повітряну академію. 
З 1971 року полковник А.З.Валеев у відставці. Жив деякий час в Архангельську, потім переїхав до міста Чистополь. Помер 31 грудня 1986 року.

## Вшанування пам'яті
ім'ям Агзама Валєєва названа вулиця у місті Чистополь.